# National Congress of American Indians
Der National Congress of American Indians (NCAI) entstand 1944 als Antwort auf die Indianerpolitik der Vereinigten Staaten, die zu dieser Zeit auf Assimilation und Termination abzielte. Er vertritt die vertraglichen Rechte der Indianer in den USA und der Alaska Natives, also der Ureinwohner Alaskas. Darüber hinaus wirbt er in der Öffentlichkeit für ein besseres Verständnis der indigenen Kulturen und befasst sich mit den Auswirkungen der Entscheidungen der Regierung auf die indianischen Nationen (nations). Auch im Bereich der Jugend- und Älterenpolitik – die letzteren, Elders genannt, spielen in den indianischen Kulturen eine bedeutende Rolle –, der Bildung und Gesundheit, des Umweltschutzes, des Schutzes indianischer Stätten und Ressourcen von kultureller und historischer Bedeutung, der Wirtschaft und des Wohnungsbaus tätig.

## Organisation
Der NCAI besteht aus einer Generalversammlung (general assembly), einem Executive Council sowie sieben Komitees. Im Vorstand (executive Board) sitzt als Präsident Jefferson Keel von der Chickasaw Nation, Erste Vizepräsidentin ist Juana Majel-Dixon von der Pauma Band of Luiseno Mission Indians. Sekretärin ist Theresa Two Bulls vom Oglala Sioux Tribe, Schatzmeister ist W. Ron Allen vom Jamestown S'Klallam Tribe of Washington. Hinzu kommen zwölf regionale Vizepräsidenten und zwölf weitere Präsidenten anderer Regionen.
Die Wahlen werden landesweit durchgeführt, wobei die Zahl der Stimmen für jeden Stamm geringfügig von der Mitgliederzahl abhängt. Die kleinsten Stämme mit weniger als 500 Mitgliedern erhalten so 100 Stimmen, bei bis zu 1500 Mitglieder erhält der Stamm 10 Stimmen mehr, bei bis zu 2500 Mitgliedern weitere 10. So steigt die Zahl bis zu 180 Stimmen, wenn der Stamm mehr als 7500 Mitglieder aufweist.

## Geschichte
Die Heimkehrer des Zweiten Weltkriegs wie die allgemeinen Kriegserfahrungen brachten die älteren Ideen einer nationalen Vertretung aller Indianerstämme deutlich voran. 1944 erfolgte die Gründung. Bis weit in die 60er Jahre verzichtete die Organisation auf Demonstrationen und arbeitete eher als Lobbyorganisation sowie als juristische Vertreterin vor Gericht. So klagte sie 1949 wegen der Diskriminierung von Indianern im Beruf, mischte sich 1950 in die Frage der Reservatsauflösung in Alaska ein oder wehrte sich am 8. Juli 1954 erfolgreich gegen den Zugriff der Bundesstaaten auf Reservatsindianer auf der Ebene der Zivil- und Strafgerichtsbarkeit. Am 19. Juni 1952 versammelten sich 50 Vertreter von 12 Gruppen in Utah, um Selbsthilfepläne zu beschließen. Erstmals zur Zeit von John F. Kennedy begann die Organisation das für Indianerfragen zuständige Bureau of Indian Affairs zu umgehen und wandte sich unmittelbar an den Präsidenten.
Im Laufe der 60er Jahre wehrten sich zahlreiche Gruppen gegen die als Ausverkaufspolitik verstandene Strategie des NCAI, die zudem die wachsende Zahl städtischer Indianer in ihren Augen nicht mehr ausreichend vertrat. So entstanden Gruppen wie das American Indian Movement (AIM, 1968) und der National Indian Youth Council (NIYC), von denen wiederum einige Gruppen militant vorgingen. Sie rekrutierten ihre Mitstreiter eher in den Städten, als in den Reservaten; nicht zufällig entstand das AIM in Minneapolis.
1964 bis 1967 war Vine Deloria junior Direktor des NCAI. Binnen drei Jahren wuchs die Zahl der Mitgliedsstämme von 19 auf 156. Die Zahl der Mitgliederstämme schwankte erheblich, zumal 1974 über 5000 Vertreter von 98 Stämmen den International Indian Treaty Council (IITC) gründeten, der ersten Vertretung aller Indianer des amerikanischen Kontinents.